# Маријус Лакатуш
Маријус Михај Лакатуш (рум. Marius Mihai Lăcătuș; Брашов, 5. април 1964) бивши је румунски фудбалер и фудбалски тренер.

## Каријера
Један је од најуспешнијих фудбалера који је икада играо за Стеауу из Букурешта. Био је члан генерације која је освојила Куп европских шампиона 1986. Лакатуш је најбољи стрелац Стеауе свих времена са 16 голова у европским такмичењима. Дана 7. јула 2021, Стеауа је у његову част повукла дрес са бројем 7 на премијерној утакмици новог стадиона Стеауе.
Играо је на позицији нападача, већи део каријере играо за Стеауу, а био је капитен тима између 1994. и 1999. Такође је играо за италијанску Фиорентину и Реал Овиједо у Шпанији.
Лакатуш је најуспешнији играч који је икада играо у Првој лиги Румуније. Освојио је рекордан број титула у првенству (десет пута).
За Румунију је наступио 83 пута, постигавши 13 голова. Играо је на Светском првенству 1990, Европском првенству 1996. и Светском првенству 1998. године.

## Трофеји

### Клуб
Стеауа
- Прва лига Румуније: 1984/85, 1985/86, 1986/87, 1987/88, 1988/89, 1993/94, 1994/95, 1995/96, 1996/97, 1997/98.
- Куп Румуније: 1984/85, 1986/87, 1988/89, 1995/96, 1996/97, 1998/99.
- Куп европских шампиона: 1985/86.
- Суперкуп Европе: 1986.